# Spéciation péripatrique

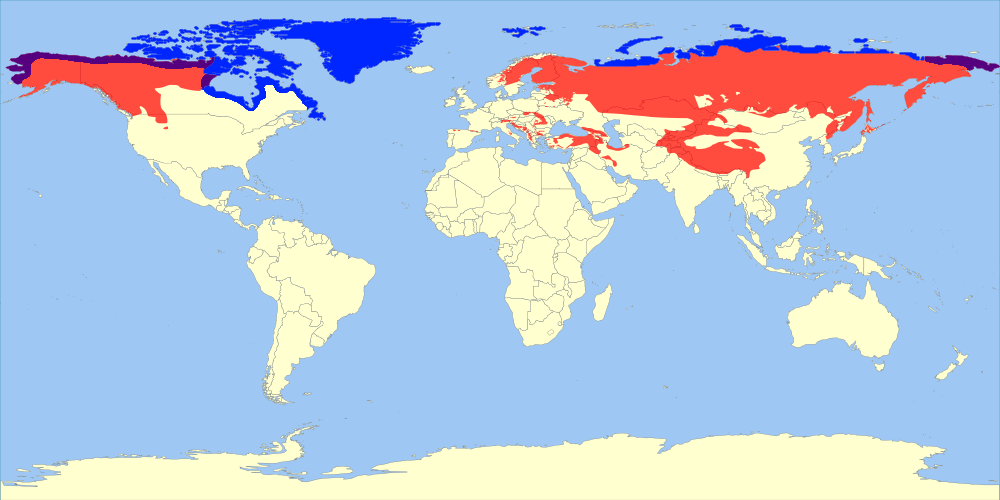
La zone rouge indique où habitent les ours bruns. La zone bleue indique où habitent les ours polaires. La zone violette indique les lieux ou habitent les deux espèces d'ours. C'est un exemple de spéciation péripatrique parce que les ancêtres des ours polaires se sont déplacés vers une nouvelle niche écologique sur le bord de l'habitat original des ours bruns.

Comparaison des spéciations allopatriques, péripatriques, parapatrique et sympatrique.

La spéciation péripatrique, en biogéographie, est le phénomène par lequel des organismes habituellement proches (espèces sœurs) occupent des biotopes très proches mais qui ne se chevauchent pas, c'est-à-dire séparés par un lieu où ces espèces n'apparaissent pas (par exemple, une île et un continent).
La spéciation péripatrique est une forme de spéciation. Dans cette dernière, de nouvelles espèces se forment et créent des populations périphériques isolées, elle ressemble à la spéciation allopatrique puisque dans cette dernière les populations sont isolées et ne peuvent pas échanger leurs gènes. En revanche, la spéciation péripatrique, contrairement à la spéciation allopatrique fait qu'une des populations est bien plus petite que l'autre. Une des conséquences de la spéciation péripatrique peut notamment être qu'une espèce présente dans une large zone géographique devienne paraphylétique, et donc une espèce mère non éteinte (en). Le concept d'une espèce mère non éteinte est donc une conséquence logique par laquelle une espèce donne naissance à une autre espèce. L'évolution de l'ours polaire depuis l'ours brun est un très bon exemple d'une espèce vivante qui donna naissance à d'autres à travers l'évolution d'une population se situant à l'écart de leur ancêtre commun.
L'apparition du moustique du métro londonien, la sous-espèce Culex pipiens molestus, est également un exemple de spéciation allopatrique en cours. Au cours des travaux de réalisation des voies du métro londonien, quelques moustiques se sont introduits dans les tunnels souterrains où ils se nourrissent plutôt du
sang de mammifères (rats, souris, voyageurs) alors que la population vivant à l'air libre se nourrit préférentiellement de sang d'oiseaux. Durant la Seconde Guerre mondiale, les Londoniens qui s'y réfugiaient lors des bombardements se plaignent des attaques de ces moustiques voraces. En surface, les deux
formes de Culex pipiens coexistent et peuvent se reproduire encore entre elles.
La théorie de la spéciation péripatrique a tout d'abord été proposée par Ernst Mayr et peut être reliée à l'effet fondateur, car de petits groupes de population peuvent subir la sélection naturelle. La dérive génétique est souvent proposée comme facteur de la spéciation péripatrique.